# Centrale de la Trenche
Pour les articles homonymes, voir Trenche.
La centrale de la Trenche est une centrale hydroélectrique située sur la Saint-Maurice et le territoire de La Tuque, en Haute-Mauricie, dans la région administrative de la Mauricie, au Québec, Canada. Sa construction a été terminée en 1950 où il a été mis en service aussitôt. Elle est la sixième centrale à barrer le bassin de la rivière Saint-Maurice depuis l'embouchure de cette dernière. Avec ses 302 MW, elle est la plus puissante. Hydro-Québec a acquis la centrale de la Trenche de la Shawinigan Water and Power Company.
Ce barrage-poids en béton a une hauteur de 53 m et une longueur de 442 m. Sa capacité de retenue est de 6 millions de mètres cubes d'eau à l'exutoire du lac Tourouvre. Ce lac formé par un élargissement de la rivière Saint-Maurice, à cause du barrage, reçoit les eaux de la rivière Trenche.

## Toponymie
Ce barrage tire son nom de la rivière Trenche.
Le toponyme « Barrage de la Trenche » a été inscrit officiellement le 6 juin 2001 à la Banque des noms de lieux de la Commission de toponymie du Québec.

## Images

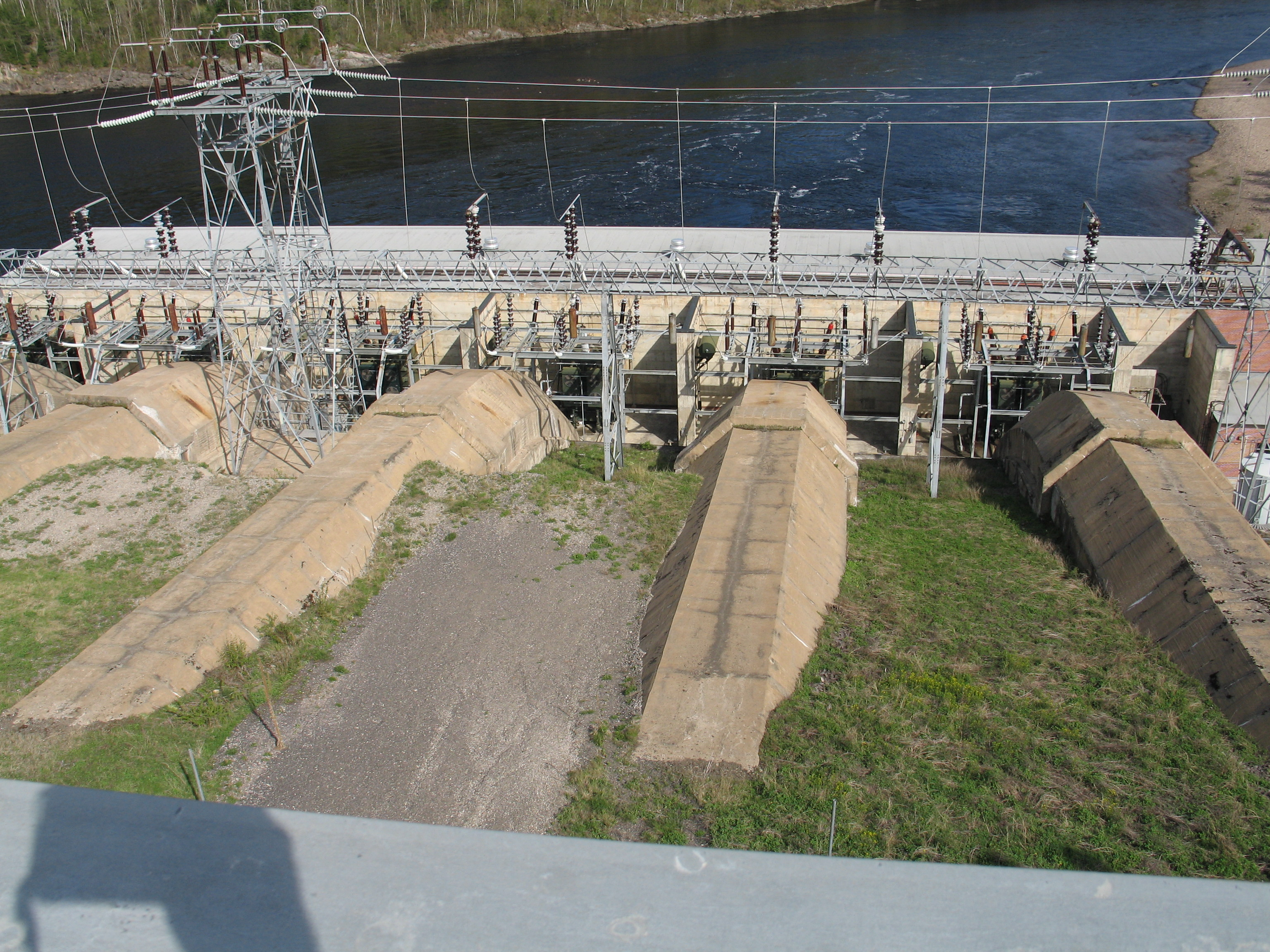
Conduites forcées de la Centrale de la Trenche
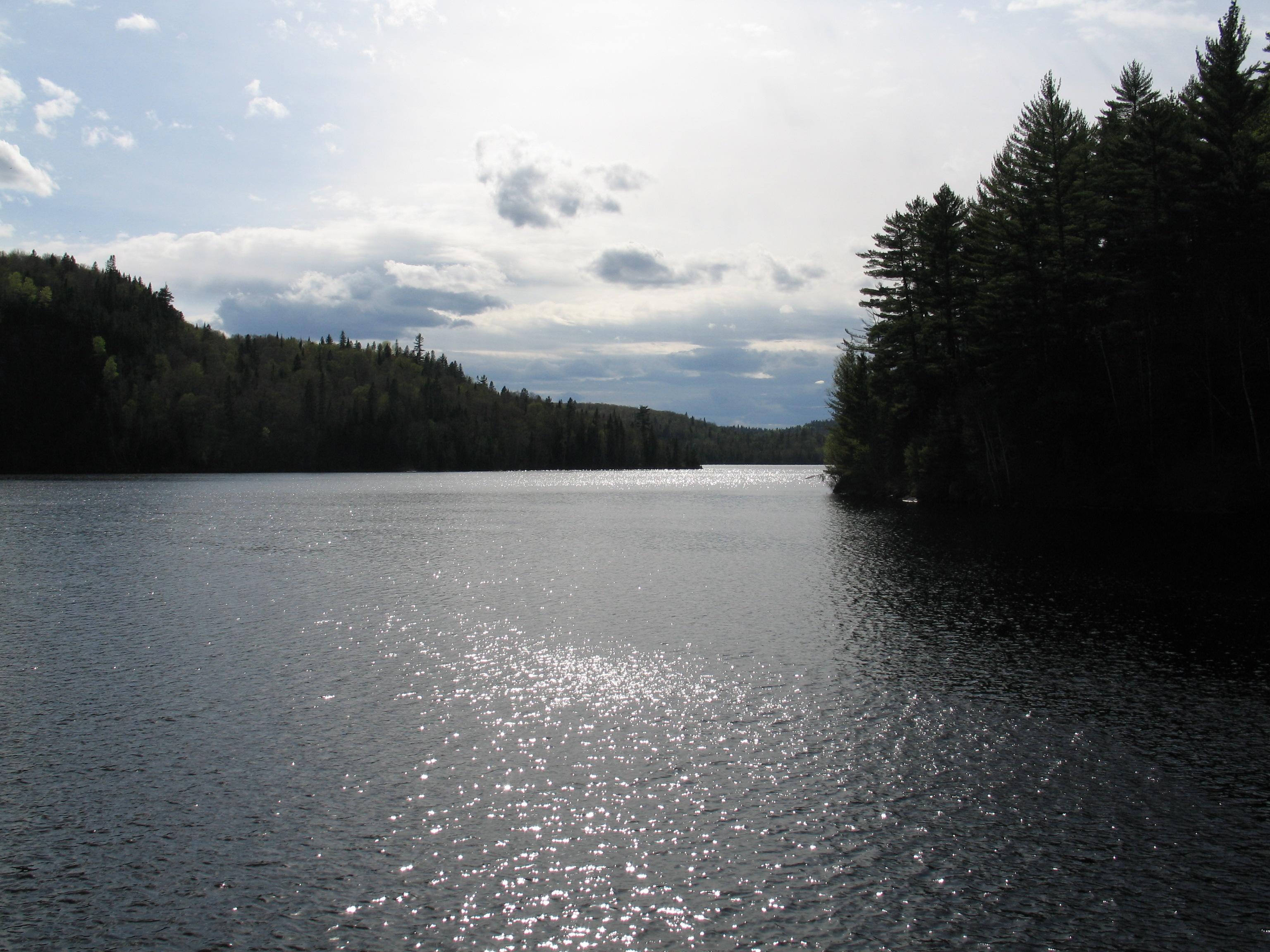
Réservoir de la Centrale de la Trenche